# دراسات التابع
دراسات التابع تعنى بتقديم قراءة تاريخية تركّز على «صوت» الفئات المهمشة أو التابعة في المجتمعات كبديل عن وجهة نظر المثقفين. وتعتبر جزءاً من الخطاب ما بعد الكولونيالي إذ أنها تبحث عن آثار الاستعمار على الثقافات والشعوب التي عانت من الحكم الكولونيالي، وتربط ما بين تشكيل المعرفة وعلاقات القوة والسلطة في المجتمعات. دراسات التابع بدأت ضمن إطار مجموعة عمل أنشأها مثقفون من الهند وتعنى بدراسة تاريخ شرق آسيا ولكنها أصبحت اليوم مقاربة نقدية لكتابة التاريخ قائمة بحد ذاتها.ان اهتمام دراسات التابع جاء من الاهتمام بالفئة التي لا يوجد لها تاريخ يعبر عنها ، وهذه الفئة بالتاكيد هي الفئة المهمشة كالفقراء والفلاحين والعمال وغيرهم ممن يندرجون تحت الطبقة الدنيا ـ والغاية الاساسية لهذه الدراسات هي اعطاء تلك الفئات مساحة لتعبير عن ما قدموه للتاريخ لانهم ايضا جزء لا يتجزء من المجتمع فلهم الحق  بالتعبير عن ادوارهم وتجاربهم . وكانت الفكرة الاساسية التي استند عليها المفكرون القائمون على مدرسة درسات التابع  هو ان كتابة تاريخ الهند تم بنمط سائد سابقا الا وهو النمط النخبوي وهو الذي يركز على فئة ويهمل الاخرى ، فيعطي الاهتمام الكبير لاعضاء السلطة والنخبة ويهمش الاخر ، وهذا النمط كان موجود عند المؤرخين  سواء الانجليز ( السلطة الاستعمارية) او النخبة الهندية.                    

## من هو التابع
يعود أصل كلمة تابع بالإنكليزية Subaltern [الإنجليزية] إلى القرن السادس عشر وتعني العريف في الجيش البريطاني دون رتبة الضابط، أي من يتبع الأوامر وفق سلم التراتبية العسكرية. المثقف والفليسوف الإيطالي أنطونيو غرامشي إسخدم هذا المصطلح في كتاباته السياسية وذلك للإشارة إلى الفئات الأقل مكانة في مجتمعاتها، أكانت فئة إثنية، أو دينية، أو جنسية، أو عرقية، ألخ. إذا ً التابع هو الفرد الذي يعيش ضمن مجموعة مهمشة غير قادرة على التعبير عن حاجاتها أو تطلعاتها أو رؤيتها.

## تاريخ
بالاستناد لمقال ( تاريخ قصير لدراسات التابع) " يقول ديبش تشكر ابارتي، احد المؤرخين المنتمين الى مدرسة التابع: ان هنالك نوعين من الكتابة التاريخية عن الهند في فترة ما بعد الاستقلال في سنة 1947، الاولى مرتبطة بمدرسة "كمبريدج"، والثانية بمدرسة المؤرخين القوميين."  
    فجاء ألن ميخائل ووضح التالي : ان مدرسة كمبريدج اشتهرت في الستينيات بكتابتها التي تزعم ان الهند ورثت الحداثة من الحكم الاستعماري البريطاني. ولتدليل على ذلك قام ابارتي تشكر بالاستناد الى اعمال المؤرخ أنيل سيل في كتابه "ظهور القومية الهندية" عام 1968 والذي يقول فيه: :" ان القومية الهندية قد ازدهرت على يد صفوة صغيرة من الهنود الذين درسوا في المدارس الانجليزية وعملوا في النظام الاداري الاستعماري البريطاني وتعاملوا مع هذا النظام بشكل عميق" ـ وهذا يعطينا نتيجة ان سيل وكافة المؤرخين التابعين لمدرسة كمبريدج يدعون ان الدولة الهندية تعد اختراع بريطاني.                     
ومن الطبيعي ان تظهر مدرسة اخرى تأتي بفكر مختلف عما جاءت به المدرسة السابقة ، هذا بالفعل ما حصل في السبعينيات حيث ظهرت مدرسة تاريخية جديدة تقول انه لا بد من التركيز على دور الشعب الهندي فكانت تدعى المدرسة القومية والتي جاءت بافكار مغايرة عما سبقها ،حيث ادعى مؤرخوا هذه المدرسة ان الهند اخذت تعاني اثناء الاستعمار ولم يكن الاستعمار سبب لازدهارها ، على النقيض من ذلك تقول القومية ان الاستعمار اثر سلبا على الثقافة والاقتصاد وعزز الطائفية وادى لتوتر العلاقات بين الاعراق والاديان. فبذلك رأى القوميون ان القومية الهندية لا تعد اختراع بريطاني بل هي نقيض للاستعمار ووسيلة لتوحيد شعوب الهند وتحريكها تحت راية واحدة الا وهي راية ضد الحكم الاجنبي ، فالمؤرخون القوميون الهنود مثل بيبان شتندرى لهم نظرة لتاريخ الاستعمار الا وهي ان هذا التاريخ صراع للوجود بين مفهوم القومية ومفهوم الاستعمار.
فنعم هنالك اختلاف بين تلك المدرستين ولكن كلا منهما ايضا تجاهل مشاكل عديدة تاثر في حياة الهنود الفقراء اي ان هنالك تشابه شديد بينهما حيث ان كلاهما تناول تاريخ الصفوة فقط بدلا من من التاريخ الكامل لمعظم الشعب الهندي وايضا يشتركان في الحقل الخطابي نفسه . وجاءت مدرسة دراسات التابع  فيما بعد 1982 حيث ان صاحب الفضل الاول لهذه المدرسة هو رناجيت جحا والذي لاحظ افلاس كلتا المدرستين السابقتين في تفسير الجهود والاسهامات والتبرعات التي قام بها افراد الشعب العاديين اي الذين يوجدون بمنأى عن النخبة والسلطة في بلورة القومية الهندية واقامة الدولة الحديثة. فكانت دراسات التابع امتداد للمذهب التاريخي المنتشر في الجامعات البريطانية والذي يعرف باسم التاريخ من اسفل.
ألن ميخائيل( تاريخ دراسات التابع ونظريتان عن السلطة) في كتاب ثقافة النخبة وثقافة العامة في مصر في العصر العثماني (2008)
"دراسات التابع: اعادة كتابة التاريخ" مقال نشر جزء منه في مجلة "اخبار الأدب" عدد 587(10 /10/2004) ص 32-33.
نشأت دراسات التابع في مطلع الثمانينيات من خلال مجموعة من الباحثين الهنود سعوا إلى قراءة نقدية للتاريخ الهندي من خلال دراسة أوضاع المهمشين أو التابعين. ورأوا أن التاريخ في الهند كتب من منظار النخبة التي تخرجت من النظام التعليمي البريطاني ويحمل في طياته حس قومي. المفكر الهندي راناجيت غوها هو أحد رائدي دراسات التابع، إن لم نقل الأب المؤسس، حيث قام بوضع أسس هذا المجال مع مجموعة من طلابه في جامعة ساسيكس البريطانية في سيتينايات القرن الماضي خاصة مع بروز مقال نشره في «دراسات التابع الجزء الأول» ومن ثم في كتابه «الجوانب المبدئية لتمرد الفلاحين في الهند تحت الحكم الكولونيالي». وفي منتصف التسيعينات بدأت دراسات التابع بدخول الدراسات الأنثوية، والأفريقية، والأميركية اللاتينية ما جعلها المقاربة للتاريخ قائمة بحد ذاتها لا تقتصر على منطقة جغرافية محددة.

## ركائز دراسات التابع
ينتقد باحثو دراسات التابع التحليل الماركسي للتاريخ الهندي ويتهمونه بالتركيز على دور النخبة المثقفة في تطوير الوعي السياسي لدى الشعب في مواجهة الاستعمار البريطاني. وعوضا ً عن ذلك يسعون إلى التركيز على دور غير المثقفين والهامشيين كوكلاء أساسيين في عملية التغيير السياسي والاجتماعي في الهند. ويركزون على ثلاثة محاور أساسية وهي: صوت المهمشين، الوكالة في إحداث التغيير، والتاريخ المجزء. الفئات المهمشة بحكم موقعها غير قادرة على إيصال صوتها أو التعبير عن نفسها، غير أنه مما لا شك فيه تلعب دورا هاما ً في التغيير التي تشهده المجتمعات. ومن هذا المنطلق يرى مثقفو دراسات التابع أن المؤرخين لم يلتفتوا إلى هذه الفئات ولم يوكلوا لها دوراً في صيرورة المجتمع. أما الركيزة الأخيرة فهي أن كتابة التاريخ لا يمكن أن يكون وفق رواية واحدة موحدة بل هو عبارة عن مجموعة من الروايات التي تجتمع لتعطي صورة أشمل عن التاريخ.

## هل يمكن للتابع أن يتكلم
غاياتري شاكرافورتي سبيفاك أحد أبرز وجوه دراسات التابع قدمت عام 1988 نقدا ً لهذا المشروع، رغم أنها كانت تعمل ضمن إطاره، في مقالتها «هل يمكن للتابع أن يتكلم؟» المقالة شكلت منعطفا ً هاما ً في هذا التخصص وحاججت فيها سبيفاك أن التابع يتكلم «بلغة» قد لا يفهمها المنخرط في مشروع دراسات التابع الذي يعمل وفق منظومة فكرية مختلفة عن تلك التي يتمتع بها المهمشون. وتستخدم سبيفاك مثال النساء في الهند اللواتي يقمن بالساتي وهو طقس ديني عند الهندوس، تقوم فيه الأرملة بحرق نفسها مع جثة زوجها المتوفي. وقامت بريطانيا خلال انتدابها للهند بمنع هذا الطقس عام 1829، الأمر الذي يبدو لنا الآن قراراً صائباً. غير أن سبيفاك تقول إنه ومن خلال قيامهن بهذا الطقس، تعبر النساء المهمشات من الهندوس عن «صوتهن»، صوت نعتبره اليوم غير مفهوم أو غير منطقي.

## أبرز المفكرين
رانجيت غوها، غيان باركاش، غياتري سبيفاك،هومي بابا، سوميت ساركار، فيناياك شاتورفيدي.